# Szymon Marciniak
Szymon Marciniak (pron. [ˈʂɨmɔn marˈt͡ɕiɲak]; Płock, 7 gennaio 1981) è un arbitro di calcio polacco.

## Carriera
Da giocatore ha militato nelle giovanili del Wisła Płock e ha giocato in Regionalliga, divisione minore tedesca, con l'Annaberg-Buchholz. All'età di 21 anni ha iniziato ad arbitrare, combinando inizialmente l'attività di calciatore dilettantistico con quella di direttore di gara. Nel 2006 ha iniziato ad arbitrare in modo professionistico. Arbitro nella massima serie polacca dal 2009, ha arbitrato le finali della Coppa di Polonia nel 2015-2016 e della Supercoppa di Polonia nel 2017.
È stato nominato arbitro internazionale con decorrenza dal 1º gennaio 2011. Nell'ottobre del 2012 ha esordito nella fase a gironi della UEFA Europa League e circa un anno e mezzo dopo, nel marzo 2014, ha diretto un ottavo di finale della stessa competizione. Ha diretto diverse partite tra nazionali giovanili, valide per la qualificazione ai campionati europei di categoria, e alcune partite di qualificazione al campionato mondiale del 2014.
Nel settembre 2014 ha diretto per la prima volta una gara di qualificazione al campionato europeo di calcio, nello specifico una partita delle eliminatorie del campionato europeo del 2016, Estonia-Slovenia. Pochi giorni dopo ha esordito nella fase a gironi della UEFA Champions League, designato per un match della prima giornata tra Juventus e Malmö. Nel 2015 è stato selezionato dall'UEFA in vista del campionato europeo Under-21. È stato designato, dopo due apparizioni nella fase a gironi, per la finale tra Svezia e Portogallo, partita giocata il 30 giugno 2015 all'Eden Aréna di Praga.
Nell'aprile 2016 ha ricevuto per la prima volta la designazione per una semifinale (di andata) di Europa League, nell'occasione la sfida tra lo Šachtar e la squadra detentrice del trofeo, il Siviglia. Inserito il 15 dicembre 2015 nella lista degli arbitri del campionato europeo del 2016 in Francia, nella rassegna ha diretto due gare della fase a gironi e successivamente l'ottavo di finale tra Germania e Slovacchia
Nell'aprile 2017 è stato convocato per il campionato mondiale Under-20 in programma tra maggio e giugno 2017 in Corea del Sud. Nel novembre 2017 è stato designato per dirigere un play-off UEFA valido per l'accesso al campionato del mondo 2018, nello specifico la gara di ritorno tra Irlanda e Danimarca. Il 29 marzo 2018 è stato selezionato per il campionato mondiale di Russia 2018,, edizione in cui ha diretto due gare della fase a gironi (Argentina-Islanda e Germania-Svezia). Il 7 maggio 2018 è stato designato in qualità di quarto ufficiale della finale di Europa League del 16 maggio 2018 tra Olympique Marsiglia e Atletico Madrid, giocata al Parc Olympique Lyonnais di Lione.
Inserito nella lista degli arbitri del campionato del mondo 2022, è stato impiegato in un incontro della fase a gironi, in un ottavo di finale e nella finale Argentina-Francia. Grazie a tale designazione è divenuto il primo arbitro polacco a dirigere l'ultimo atto di un campionato mondiale. Pochi mesi più tardi gli è stato conferito il premio di miglior arbitro mondiale IFFHS. Il 22 maggio 2023 è stato designato per dirigere la finale di UEFA Champions League del 10 giugno 2023 tra Manchester City e Inter. Nei giorni successivi, tuttavia, è sorta una polemica relativa alla presenza dell'arbitro a una manifestazione promossa dall'estrema destra polacca, tanto da far parlare di una sua possibile sostituzione. Ciononostante è stato poi confermato dalla UEFA come arbitro della finale di Istanbul il 2 giugno.
Il 20 dicembre 2023 seguente è scelto per dirigere la finale della Coppa del mondo per club FIFA 2023 tra gli inglesi del Manchester City e i brasiliani del Fluminense. Il 23 aprile 2024 la UEFA lo ha convocato per il campionato d'Europa 2024 in Germania, insieme agli assistenti Tomasz Listkiewicz e Adam Kupsik, ed ai VAR Bartosz Frankowski e Tomasz Kwiatkowski. Durante il torneo diresse una gara del gruppo E Belgio-Romania 2-0, l'ottavo di finale Svizzera-Italia 2-0, e fu inoltre selezionato per il ruolo di quarto ufficiale nella finale Spagna-Inghilterra, diretta dal francese François Letexier.
Il 22 marzo 2025 viene designato dall'UEFA per dirigere il ritorno dei quarti di finale della UEFA Nations League 2024-2025 Germania-Italia, terminata con il risultato di 3-3, rendendosi protagonista di alcune decisioni discutibili, in particolare per aver revocato, su segnalazione del VAR, un calcio di rigore a favore degli azzurri per un fallo in area di Schlotterbeck su Di Lorenzo. Nonostante le polemiche, il presidente dell'AIA Antonio Zappi e il direttore di gara Andrea Colombo confermano in seguito la corretta decisione del fischietto polacco di non concedere il rigore alla formazione italiana.
Venne altresì selezionato dalla UEFA per arbitrare il 6 maggio 2025 la gara di ritorno della semifinale della UEFA Champions League, Inter-Barcellona, che vede la squadra italiana battere 4-3 ai supplementari gli spagnoli. Anche in questo match non mancano le discussioni e le polemiche su alcuni episodi, in particolare da parte del club catalano, che contesta al direttore di gara il gol del pareggio nerazzurro realizzato da Acerbi al 93' del secondo tempo, giudicato irregolare per un presunto fallo di Dumfries su Gerard Martín nell'azione che ha preceduto il goal, sebbene il quotidiano spagnolo AS, attraverso l'analisi arbitrale dell'ex fischietto Lahoz, non ha ritenuto falloso l'intervento del calciatore olandese.
Viene incluso, il 14 aprile 2025, dalla Commissione Arbitri della FIFA nell'elenco dei designatori arbitrali per la Coppa del mondo per club FIFA 2025, dove dirigerà tre partite, fra cui Inter Miami-Palmeiras 2-2, l'ottavo di finale Real Madrid-Juventus 1-0, e la semifinale Paris Saint-Germain-Real Madrid che termina con la vittoria del club francese per 4-0.